# Meunasah Krueng (Jangka)
Meunasah Krueng is een bestuurslaag in het regentschap Bireuen van de provincie Atjeh, Indonesië. Meunasah Krueng telt 326 inwoners (volkstelling 2010).